# Alexteroon obstetricans
Alexteroon obstetricans е вид земноводно от семейство Hyperoliidae. Видът е незастрашен от изчезване.

## Разпространение
Разпространен е в Габон, Екваториална Гвинея и Камерун.